# St. Philippus und Jacobus (Steinbeck)

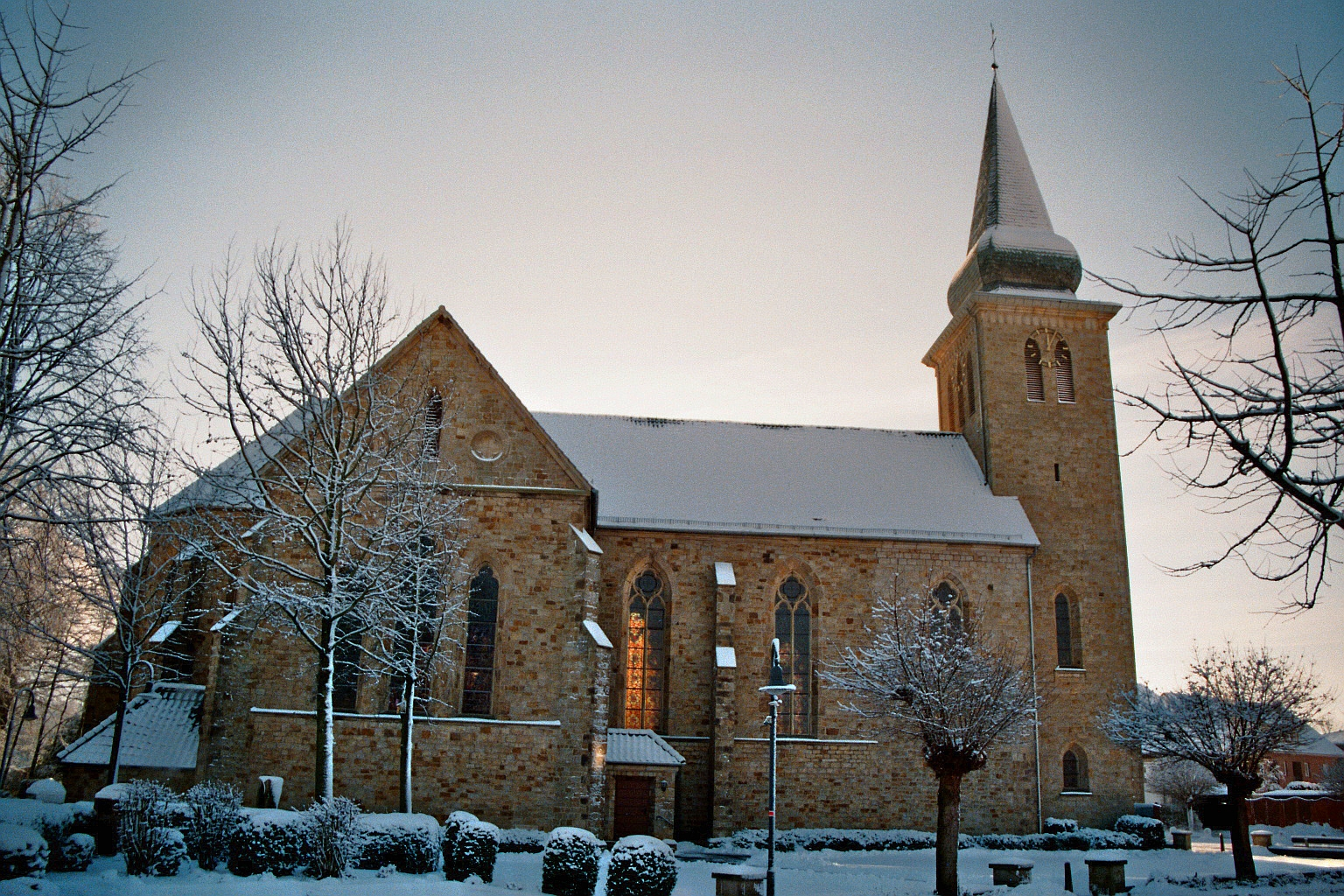
Blick auf die Kirche

Die Pfarrkirche St. Philippus und Jacobus befindet sich im Recker Ortsteil Steinbeck.

## Geschichte
Errichtet wurde die Kirche 1890 zunächst ohne Kirchturm als Filialkirche der St.-Dionysius-Gemeinde Recke. Der Architekt Wilhelm Rincklake plante die Kirche so, dass später das Westjoch und der Turm angebaut werden konnten.
Am 21. Oktober 1905 wurde die Kirche zur selbstständigen Pfarrei erhoben.

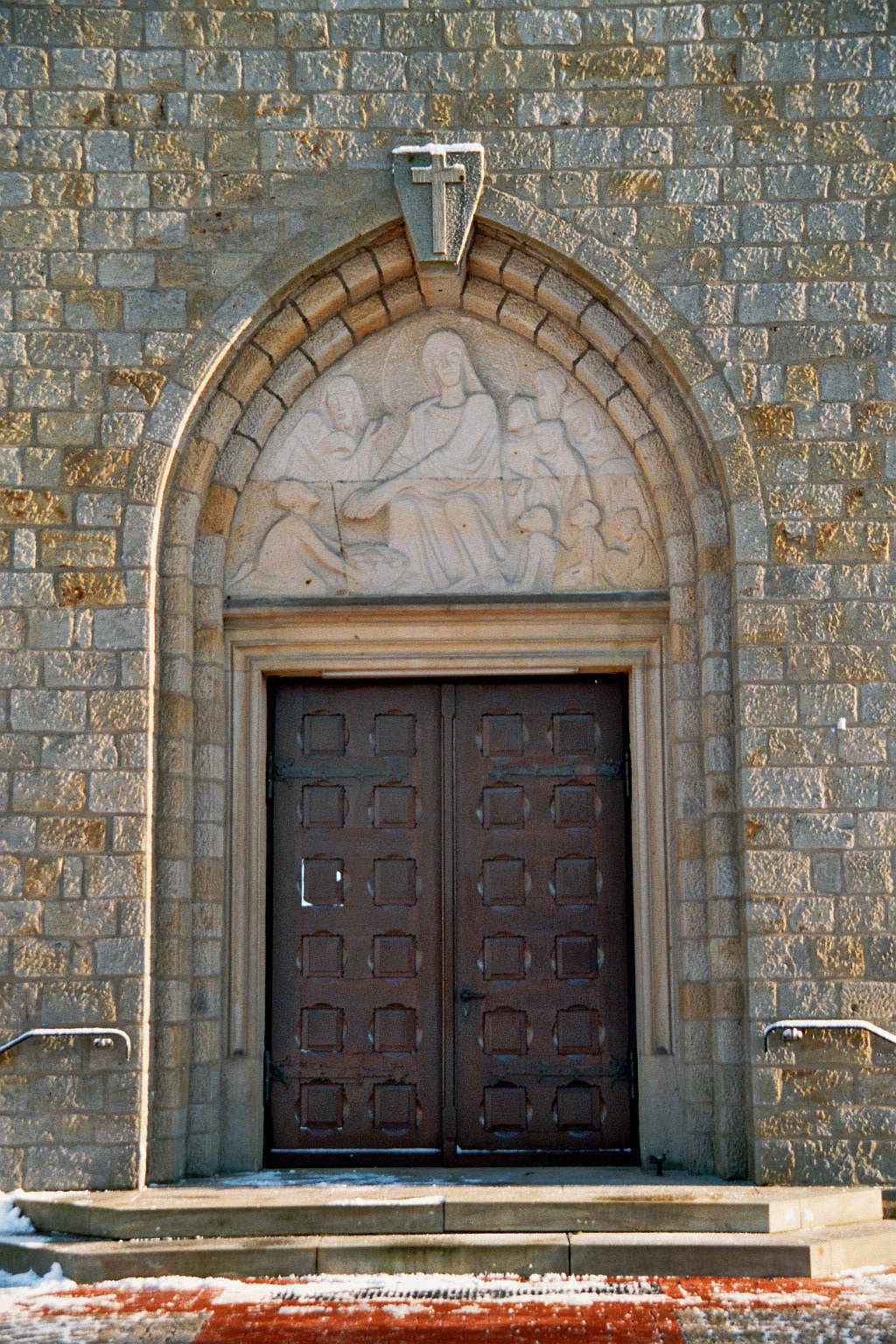
Relief: „Jesus speist die Hungrigen“ von Joseph Krautwald über dem Turmportal

1937 wurde der Turm der Kirche gebaut. Ein in den 1960er Jahren durch Joseph Krautwald geschaffenes Relief im Tympanon über dem Turmportal zeigt die Brotvermehrung. Der Turm mit seinen an gotisierenden Spitzbogenfenstern und Fensterrosetten ist mit einer barock geschweiften Turmhaube versehen.
Die aus dem Jahr 1938 stammende mechanische Kirchturmuhr wurde im Juni 1991 durch eine elektronische Uhr ersetzt. Ein Brand hatte die Uhr kurz zuvor beschädigt.
Seit der Fusion der Kirchengemeinde mit der Recker Dionysiuskirchengemeinde am 25. September 2016 ist das Gotteshaus eine Filialkirche der Gesamtgemeinde.
2020 wurde die Kirche renoviert, dabei wurde auch der 5 Tonnen schwere Altar aus Muschelkalk restauriert. Der von Joseph Krautwald geschaffene Altar musste dazu auf einer Schwerlasteinrichtung von einer Steinmetzfirma aus der Kirche geholt und nach Bevergern gebracht werden.